# 4 (альбом «Кому Вниз»)
4 — другий міні-альбом гурту Кому Вниз, презентований 9 березня 2014 року. Присвячений 200-ій річниці з дня народження Тараса Шевченка. До диску увійшло чотири пісні та речитативний постскриптум на вірші поета.

## Історія написання
Диск починається з меланхолічної мелодії «Зоре моя вечірняя» і поступово наростає до важких маршових ритмів «З Хустини» та «З Холодного Яру», змінюється акустичним наспівом «З „У Казематі“. За байраком байрак» і завершується апокаліптичною декламацією «Осія. Глава XIV».
«Зоре моя вечірняя» позначена впливом українських традиційних мелодій, що лунали у текстах з поеми «Княжна» на Чернігівщині та Полтавщині. Музику до цього твору свого часу склав композитор ХІХ століття Гордій Гладкий.
Наступні композиції «З „Хустини“» та «З „Холодного Яру“» також містять певний символізм. За козацької доби коли козак вирушав у похід жінка, або дівчина своєму нареченому, дарувала вишиту хустину, на щастя та як символ своєї вірності. У випадку, коли козак гинув у бою, цією хусткою вкривали його обличчя перед похованням. «З „Холодного Яру“» містить шевченківське звеличання часу Коліївщини.
«За байраком байрак» акустична, в оригіналі Шевченко писав цю поезію-роздум, з циклу «В казематі», за подіями повстання 1657-го та міжусобних розбірок часу Руїни загалом.
Трек «З Осії. Глави XIV» — речитатив, декламація з глухою інструментальною партією.

## Список пісень
| #  | Назва                                | Тривалість |
| -- | ------------------------------------ | ---------- |
| 1. | «З «Княжни». Зоре моя вечірняя»      | 03:45      |
| 2. | «З «Хустини»»                        | 02:24      |
| 3. | «З «Холодного Яру»»                  | 03:41      |
| 4. | «З «У Казематі». За байраком байрак» | 02:05      |
| 5. | «З «Осії. Глави XIV»»                | 04:11      |

## Склад
- Андрій Середа — клавішні, вокал
- Владислав Малюгін — гітара
- Сергій Степаненко — бас-гітара
- Євген Разін — ударні
- Неля Бикова — скрипка
- Андрій Обод — звукорежисер